# Angultimmarik Kreutzmann
Angutimmarik Kreutzmann ( 6. ožujka 1988. ) je grenlandski rukometaš. 
Trenutačno igra za njemački drugoligaški rukometni klub Olympic/Viking Helsingborg HK.